# Paimpol
 Paimpol  (en bretón Pempoull) es una población y comuna francesa, situada en la región de Bretaña, departamento de Côtes-d'Armor, en el distrito de Saint-Brieuc y cantón de Paimpol.

## Demografía
| 7713 | 7723 | 8176 | 7994 | 7856 | 7932 |
| Para los censos de 1962 a 1999 la población legal corresponde a la población sin duplicidades (Fuente: INSEE [Consultar]) |      |      |      |      |      |